# 武幹
武幹（越南语：／，1475年—？），號松軒（越南语：／），後黎朝和莫朝官員。

## 生平
武幹是海陽承宣上洪府唐安縣慕澤社（今海陽省平江縣新鴻社慕澤村）人，洪德六年（1475年）出生，父親是兵部尚書武瓊。
景統五年（1502年），武幹參加科舉考試，考中二甲進士。洪順二年（1510年），侍書武幹奉命出使明朝。
莫朝建立後，武幹歷任刑部尚書、禮部尚書，掌翰林院事，入侍經筵，封禮度伯。廣和四年（1544年），武幹年屆七十，致事返鄉。

## 著作
武幹著有《松軒文集》、《松軒詩集》和《四六備覽》等書。